# Deutsche Botschaft Kuwait
Die Deutsche Botschaft Kuwait ist die diplomatische Vertretung der Bundesrepublik Deutschland im Staat Kuwait.

## Lage und Unterbringung
Die Kanzlei der Botschaft liegt ebenso wie die Botschaft Frankreichs in dem Bürohochhaus Al Hamra Tower. Die Straßenadresse lautet: Al Hamra Tower, 40th floor, Al Shuhada Street, Sharq, Kuwait.
Das Gebäude liegt im Distrikt Sharq des Gouvernement al-Asima der Hauptstadt Kuwait-Stadt. Das knapp 2 km westlich befindliche Außenministerium ist in der Regel in 10 Minuten zu erreichen. Zum gut 12 km südlich gelegenen Flughafen Kuwait sind als Fahrtzeit gut 20 Minuten anzusetzen.

## Auftrag
Die Deutsche Botschaft Kuwait hat den Auftrag, die deutsch-kuwaitischen Beziehungen zu pflegen, die deutschen Interessen gegenüber der Regierung von Kuwait zu vertreten und die Bundesregierung über Entwicklungen in Kuwait zu unterrichten.
In der Botschaft werden die Sachgebiete Politik, Wirtschaft, Kultur und Bildung bearbeitet.
Das Referat für Rechts- und Konsularangelegenheiten der Botschaft betreut Kuwait als konsularischen Amtsbezirk. Es befindet sich in: Salem Al Mubarak St., Symphony Tower 2, Block 2, 7th Floor, Salmiya und verfügt über eine Pass- und eine Visastelle. Es bietet alle konsularische Dienstleistungen für im Land ansässige deutsche Staatsangehörige an. Die Visastelle des Referats stellt Einreisegenehmigungen für kuwaitische und andere Staatsangehörige aus. Anträge auf Visa für Kurzaufenthalte (bis 90 Tage; Schengen-Visa) sind bei einem externen Dienstleister einzureichen, der eine Vorprüfung auf Vollständigkeit der Unterlagen vornimmt.
Für Rechtsreferendare besteht in der Regel die Möglichkeit, an der Botschaft die Verwaltungs- oder Wahlstation abzuleisten. Ebenso bietet die Botschaft in der Regel Praktikumsplätze für Studenten höherer Semester an.

## Geschichte
Kuwait erlangte am 19. Juni 1961 die Unabhängigkeit vom Vereinigten Königreich. Die Bundesrepublik Deutschland eröffnete am 4. November 1963 ein Konsulat in Kuwait, das am 7. Juni 1971 zu einem Generalkonsulat aufgewertet wurde. Am 3. Februar 1973 wurde die Vertretung in eine Botschaft umgewandelt.
Auch die DDR unterhielt seit den 1970er Jahren diplomatische Beziehungen mit Kuwait. Aus einer ursprünglichen Handelsvertretung entstand ein Generalkonsulat. Am 18. Dezember 1972 wurde die Vertretung in eine Botschaft umgewandelt, die zunächst von der Botschaft der DDR in Bagdad (Irak) im Rahmen einer Doppelakkreditierung wahrgenommen wurde.
Die Schließung der DDR-Botschaft wegen der deutschen Wiedervereinigung im Jahr 1990 koinzidierte mit dem Überfall des Irak auf Kuwait. Die bereits begonnene Abwicklung der Vertretung wurde gestoppt, um den verbliebenen deutschen Staatsangehörigen für kurze Zeit Zuflucht zu bieten. Diese wurden nach Bagdad gebracht, dort festgehalten und schließlich durch Vermittlung von Willy Brandt in die Heimat geholt.